# Dragon’s Dogma
Dragon’s Dogma (яп. ドラゴンズドグマ Doragonzu Doguma) — компьютерная игра в жанре action/RPG с открытым миром, разработанная и изданная японской компанией Capcom для игровых консолей PlayStation 3 и Xbox 360 в 2012 году. Расширенная версия игры Dragon’s Dogma: Dark Arisen была выпущена для тех же платформ в 2013 году и в последующие годы портирована на платформы Microsoft Windows, PlayStation 4, Xbox One и Nintendo Switch.
Действие игры происходит в вымышленном мире, выполненном в духе эпического фэнтези. Напавший на герцогство Гранзис дракон отнимает у игрового персонажа сердце. Герой, в дальнейшем известный как Воскрешённый, чудесным образом остаётся в живых и должен найти и убить дракона. В ходе Dragon’s Dogma игрок управляет Воскрешённым — персонажем, пол, внешность и игровой класс которого может настроить по своему усмотрению; Воскрешённого сопровождают до трёх спутников-«пешек», управляемых компьютером. Боевая система игры, в целом построенная на использовании холодного оружия, включает в себя захваты и возможность карабкаться по телам противников-великанов. Игра включает в себя ограниченную онлайн-составляющую: хотя игроки, как правило, не могут взаимодействовать друг с другом напрямую, но могут обмениваться «пешками».
Руководитель разработки Dragon’s Dogma Хидэаки Ицуно создал первоначальную концепцию игры в 2000 году, но отложил её из-за работы над играми серии Devil May Cry; ему удалось получить бюджет на разработку игры лишь в 2008 году. Над созданием Dragon’s Dogma работал коллектив из 150 человек; разработчики брали за образец западные игры наподобие The Elder Scrolls IV: Oblivion и Fable II и книги наподобие «Властелина колец». Переиздание Dark Arisen было разработано с учётом отзывов игроков о первоначально выпущенной игре как полная и законченная версия Dragon’s Dogma. Как первоначальная версия Dragon’s Dogma, так и Dark Arisen получили высокие оценки критики; особых похвал удостоились игровой процесс и система «пешек», тогда как слабой стороной игры многие обозреватели посчитали недостаточно проработанный сюжет. Продажи первоначальной версии игры превзошли миллион копий во всем мире; продажи Dark Arisen были ещё больше. В 2015 году Capcom выпустила только в Японии массовую многопользовательскую ролевую онлайн-игру Dragon's Dogma Online, основанную на Dragon’s Dogma и схожую с ней по геймплею.

## Геймплей
Игрок может выбирать между несколькими типами специализаций: Боец, Воин, Рыцарь-мистик, Странник, Лучник, Ассасин, Маг, Чародей и Маг-лучник. Также присутствует возможность выбора пола и настройки внешнего вида. Система классов, или специализаций, вносит изменения в геймплей и доступные игроку тактики, начиная с Бойцов, полагающихся на hack and slash сражения (с набором анимации, похожим на Devil May Cry), заканчивая умением Странника забираться на больших врагов.
Одна из главных инноваций в игре — система «пешек». Пока отряд игрока исследует мир, три члена отряда, помогающие главному персонажу, контролируются искусственным интеллектом, но игрок может отдавать им приказы, такие как «Идти», «Помогать» и «Наступать». Один из членов отряда — неиграбельный персонаж (NPC) из мира главного персонажа. Два других — NPC, заимствованные у других игроков через Интернет, но игра не будет требовать соединения с сетью. Однако игрок может позаимствовать от других игроков только NPC, а не их основных персонажей. Члены отряда, именуемые пешками, могут разговаривать, просить помощи у основного персонажа и предоставлять информацию о врагах. Игрок должен работать над усилением основного персонажа и членов отряда. Пешки разговаривают и дают полезные советы, которые часто жизненно необходимы для выживания в ловушках и подземельях, что выглядит как эволюция системы сообщений в Dark Souls. Система пешек также предоставляет возможности социальной сети.
Игра поддерживает действие «захват», используя которое основной персонаж может хватать или цепляться за врагов, объекты или NPC. Игрок может использовать эту возможность для более продвинутых атак. Например, основной персонаж может забраться на лапы к грифону и атаковать, или забраться на его голову для более смертоносной атаки. «В большинстве игр, где присутствуют крупные враги, вы просто рубите им по ногам. У вас нет ощущения сражения с огромным боссом», — говорит Хидэаки Ицуно, директор Dragon’s Dogma. «В этой игре вы можете на них забраться. Если это часть тела, вы можете её атаковать». Способность забираться на врагов вызывает сравнения с Shadow of the Colossus.
Большие открытые пространства игры сравнимы с серией Monster Hunter, так же как и с The Elder Scrolls IV: Oblivion. В дополнение к большому открытому миру в Dragon’s Dogma также имеются крупные городские территории с населением около 200 NPC, которые передвигаются согласно их собственному временному распорядку. Игрок может разговаривать с жителями. В игре имеется постоянный мир с циклом дня и ночи; это влияет на геймплей в ночное время, когда игра приобретает оттенок survival horror, похожий на серию Resident Evil. Кроме того, художественное исполнение и движения персонажей сравнимы с Dark Souls, элементы сражения hack-and-slash похожи на Devil May Cry и Dark Souls, некоторые фентезийные элементы могут быть сравнены с Breath of Fire, а боевая и система команды схожа с аналогичной из Monster Hunter.
Игра разработана так, чтобы в ней легко освоились игроки, не очень сильные в этом жанре. Такие игроки могут нанять сильных NPC и позволить им сражаться, в то время как они будут следить за полем боя. Игрокам доступно от 40 до 50 часов на прохождение основного квеста и почти 70 часов сторонних квестов.

### Многопользовательский режим
Хотя в Dragon’s Dogma нет прямого многопользовательского режима, игроки могут проходить асинхронные сценарии под названием «События» в режиме онлайн посредством Xbox Live или PlayStation Network. Одно такое событие включает в себя 'Ur-Dragon', в котором эффекты атак каждой из сторон объединяются, до тех пор пока Ur-Dragon наконец не будет повержен. Игроки, которые нанесут смертельный удар, получат максимальное вознаграждение, но все игроки могут завладеть обычными и редкими предметами, выпавшими из Ur-Dragon после его гибели.

## Сюжет
Самое обычное утро в рыбацком городе Кассардис нарушено появлением огромного дракона, явившегося в мир с неизвестной целью. Одной из его жертв становится главный герой, у которого чудовище, заприметив его волю к борьбе, забирает сердце. Несмотря на серьёзность раны, герой выживает и отправляется в путешествие с целью разгадать тайну дракона и вернуть потерянное. Ему предстоит столкнуться с множеством искушений, разоблачить заговор сектантов, стремящихся приблизить конец мира, и наконец узнать в сражении с драконом, в чём заключалась его роль во вселенной.

## Загружаемый контент
Два набора дополнительных квестов, названные «Избранный» и «Претендент», были выпущены в виде downloadable content (DLC) в июне и июле. Так же, серия квестов выпускаемая в течение 10 недель, названная «С другого неба» выпускалась с 22 мая по 24 июля. Есть также несколько пострелизных предметов-DLC, таких как оружие, броня и дополнительные возможности настройки внешности персонажа.

## История разработки
Игра была разработана сотрудниками, ранее работавшими над такими проектами Capcom, как Resident Evil, Devil May Cry, и Breath of Fire.

## Развитие событий
В связи с большим количеством положительных отзывов, а также благодаря коммерческому успеху, Capcom намерены сделать Dragon’s Dogma крупной франшизой. Летом 2018 года, благодаря уязвимости в защите Steam Web API, стало известно, что точное количество пользователей сервиса Steam, которые играли в Dragon's Dogma: Dark Arisen хотя бы один раз, составляет 970 603 человека.

## Отзывы и оценки
| Сводный рейтинг                    | Сводный рейтинг              |
| Агрегатор                          | Оценка                       |
| ---------------------------------- | ---------------------------- |
| GameRankings                       | 79,57 % (PS3) 75,49 % (X360) |
| Metacritic                         | 78/100 (PS3) 75/100 (X360)   |
| Иноязычные издания                 |                              |
| Издание                            | Оценка                       |
| Eurogamer                          | 8/10                         |
| Famitsu                            | 34/40                        |
| G4                                 | 4/5                          |
| Game Informer                      | 8,5/10                       |
| GameRevolution                     | [ 23 ]                       |
| GameSpot                           | 8/10                         |
| GameTrailers                       | 8,7/10                       |
| IGN                                | 7,5/10                       |
| OXM                                | 8/10                         |
| Play (UK)                          | 4,8/10                       |
| Digital Spy                        | [ 29 ]                       |
| RPGamer                            | 4/5                          |
| The Guardian                       | [ 31 ]                       |
| The Telegraph                      | [ 32 ]                       |
| GamesMaster                        | 84 %                         |
| GamesTM                            | 8/10                         |
| Official PlayStation Magazine (UK) | 8/10                         |
| PlayStation Magazine               | 8,5/10                       |

| Сводный рейтинг | Сводный рейтинг | Сводный рейтинг | Сводный рейтинг | Сводный рейтинг |
| Издание         | Оценка          | Оценка          | Оценка          | Оценка          |
| Издание         | Switch          | PC              | PS3             | Xbox 360        |
| --------------- | --------------- | --------------- | --------------- | --------------- |
| GameRankings    | 80,05 %         | 81,76 %         | 78,85 %         | 78,41 %         |

Игра получила преимущественно положительные отзывы. На сайте-агрегаторе Metacritic средняя оценка игры составляет 75 из 100 на основе 59 обзоров для платформы Xbox 360 и 78 из 100 на основе 38 обзоров для платформы PS3.